# Рабитицы (посёлок)
Раби́тицы — посёлок в Рабитицком сельском поселении Волосовского района Ленинградской области.

## История
Согласно данным переписи населения СССР 1926 года в посёлке Рабитицы Рабитицкого сельсовета Врудской волости Кингисеппского уезда проживал 201 человек — все эстонцы, кроме двух русских семей.

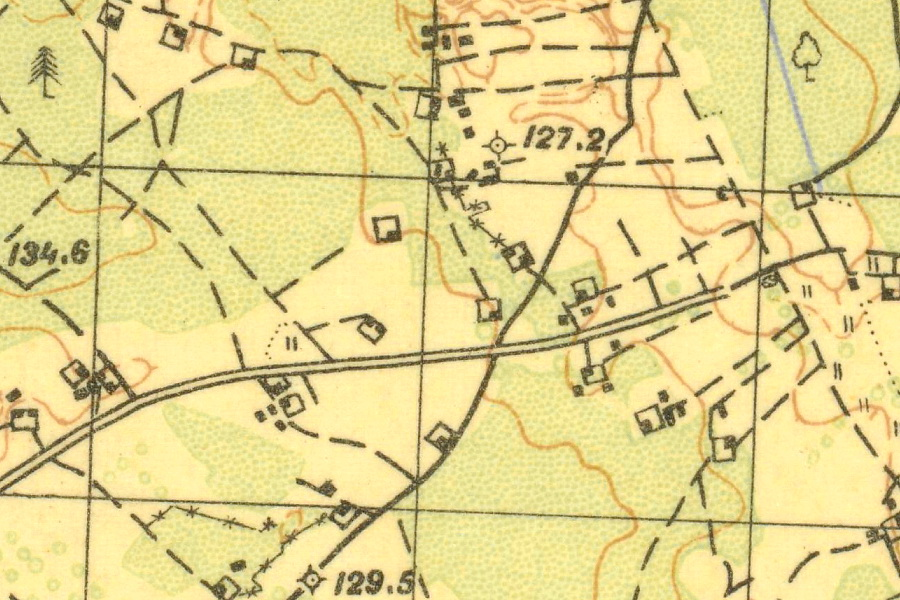
План посёлка Рабитицы. 1930 год

По данным 1933 года посёлок назывался Робитицы и входил в состав Робитицкого сельсовета Волосовского района с центром в деревне Робитицы II.
По данным 1966 и 1973 годов посёлок назывался Рабитицы и находился в составе Волосовского сельсовета.
По административным данным 1990 года посёлок назывался Рабитицы и входил в состав Рабитицкого сельсовета с административным центром в деревне Рабитицы.
В 1997 году в посёлке Рабитицы проживали 16 человек, в 2002 году — 55 человек (русские — 83 %), в 2007 году — 9.

## География
Посёлок расположен в центральной части района к востоку от автодороги 41А-002 (Гатчина — Ополье) и к западу от автодороги 41К-013 (Жабино — Вересть).
Расстояние до административного центра поселения — 3 км.
Расстояние до ближайшей железнодорожной станции Волосово — 5 км.

## Демография
| 1997 | 2002 | 2007 | 2010 | 2017 |
| ---- | ---- | ---- | ---- | ---- |
| 16   | ↗55  | ↘9   | ↗11  | →11  |

### Национальный состав
Согласно данным Всероссийской переписи населения 2021 года в посёлке проживали 14 человек, из них:
 русские — 13, белорусы — 1 человек.